# Fihavanana
Le fihavanana est une forme de lien social valorisé dans la culture de Madagascar. S'apparentant à l'entraide et à la solidarité, cette valeur constitue un principe de base de la vie collective à Madagascar. Le fihavanana est d'ailleurs explicitement cité comme tel dans le préambule de la Constitution de la Troisième République malgache.
Le terme « Fihavanana » est aussi utilisé pour décrire un lien de sang. Le terme « Mpihavana » qui est mot un dérivé, désigne des personnes membres d'une même famille.

## Description et manifestation du concept
Encore relativement vivace dans les communautés rurales, le fihavanana se traduit par le travail collectif dans les champs, pour l’entretien des terres des personnes malades ou absentes, la réparation ou la construction des tombeaux des défunts ou le secours aux vieillards, aux infirmes, aux souffrants. 
Néanmoins, depuis l'apparition du salariat, le concept tend à disparaître. La monétisation de l'activité économique le rend moins rentable pour une population touché par la grande pauvreté. 
De plus, il était d'usage pour celui qui recevait l'aide de la part des membres de la communauté, de préparer à ces derniers un repas conséquent en guise de remerciement. Or, le prix du riz et des accompagnements (viandes, poissons… ) ayant considérablement augmenté, rend le coût de ce repas très élevé, incitant la plupart des personnes à ne plus solliciter aucune aide afin de ne pas être redevables de qui que ce soit.

## Proverbe sur le sujet
Aleo very tsikalakalam-bola toy izay very tsikalakalam-pihavanana, ce qui veut dire : « Il vaut mieux perdre les intérêts financiers que de perdre la cohésion et la solidarité ».

## Œuvres culturelles
Un documentaire engagé, intitulé « Fihavanana, 5 hommes d'exception » ayant pour thème principal le Fihavanana et la solidarité à Madagascar a été réalisé et projeté lors de la Semaine de la Solidarité Internationale à Paris, le 20 novembre 2010.